# トリニティー郡 (テキサス州)
トリニティー郡（トリニティーぐん、英: Trinity County）は、アメリカ合衆国テキサス州の東部に位置する郡である。2010年国勢調査での人口は14,585人であり、2000年の13,779人から5.8%増加した。郡庁所在地はグローブトン市（人口1,057人）であり、同郡で人口最大の都市はトリニティー市（人口2,697人）である。トリニティー郡は1850年に組織化され、郡名はトリニティー川に因んで名付けられた。

## 地理
アメリカ合衆国国勢調査局に拠れば、郡域全面積は714平方マイル (1,849 km2)であり、このうち陸地693平方マイル (1,794 km2)、水域は21平方マイル (55 km2)で水域率は2.96%である。

### 主要高規格道路
- アメリカ国道287号線
- テキサス州道19号線
- テキサス州道94号線

### 鉄道
ユニオン・パシフィック鉄道が郡内を南北に抜ける貨物線を運行している。

### 隣接する郡
- アンジェリーナ郡 - 北東
- ポーク郡 - 南東
- サンジャシント郡 - 南
- ウォーカー郡 - 南西
- ヒューストン郡 - 北西

### 国立保護地域
- デイビー・クロケット国立の森（部分）

## 人口動態
以下は2000年の国勢調査による人口統計データである。
| 基礎データ - 人口: 13,779人 - 世帯数: 5,723 世帯 - 家族数: 4,000 家族 - 人口密度: 8人/km2（20人/mi2） - 住居数: 8,141軒 - 住居密度: 5軒/km2（12軒/mi2） 人種別人口構成 - 白人: 83.75% - アフリカン・アメリカン: 11.92% - ネイティブ・アメリカン: 0.41% - アジア人: 0.23% - 太平洋諸島系: 0.01% - その他の人種: 2.66% - 混血: 1.01% - ヒスパニック・ラテン系: 4.85% 年齢別人口構成 - 18歳未満: 22.9% - 18-24歳: 7.0% - 25-44歳: 22.3% - 45-64歳: 25.8% - 65歳以上: 22.0% - 年齢の中央値: 43歳 - 性比（女性100人あたり男性の人口） - 総人口: 93.6 - 18歳以上: 90.7 | 世帯と家族（対世帯数） - 18歳未満の子供がいる: 25.7% - 結婚・同居している夫婦: 55.1% - 未婚・離婚・死別女性が世帯主: 11.2% - 非家族世帯: 30.1% - 単身世帯: 26.8% - 65歳以上の老人1人暮らし: 14.6% - 平均構成人数 - 世帯: 2.38人 - 家族: 2.85人 収入と家計 - 収入の中央値 - 世帯: 27,070米ドル - 家族: 32,304米ドル - 性別 - 男性: 27,518米ドル - 女性: 21,696米ドル - 人口1人あたり収入: 15,472米ドル - 貧困線以下 - 対人口: 17.6% - 対家族数: 13.2% - 18歳未満: 23.8% - 65歳以上: 13.9% |

## 都市と町
| - グローブトン - 郡庁所在地 - トリニティー - アップルスプリングス、未編入の町 - カーライル、未編入の町 - セントラリア、未編入の町 | - ヘルミック、未編入の町 - ジョサランド、未編入の町 - ニグトン、未編入の町 - ノガラスプレーリー、未編入の町 - ノースシーダー、未編入の町 | - パゴダ、未編入の町 - ペニントン、未編入の町 - トレバット、未編入の町 - ウッドレイク、未編入の町 |

### ゴーストタウン
- センターポイント

## 教育
トリニティー郡の公共教育は下記の独立教育学区が管轄している。
- アップルスプリングス独立教育学区
- グローブトン独立教育学区
- トリニティー独立教育学区
- センタービル独立教育学区

## 交通
現在計画中のトランス・テキサス・コリダーの TTC-69路線が郡内を通ることになる。トリニティ郡政委員会は、公的な収入を得られるように、州議会に高規格道路の計画中止を求めることを承認した。